# Rafael Arráiz Lucca
Pour les articles homonymes, voir Lucca.
Rafael Arráiz Lucca (né à Caracas le 3 janvier 1959) est un essayiste, poète, historien, professeur principal de l'Université du Rosaire de Bogota, et professeur à l'Université métropolitaine de Caracas (es) (UNIMET).

## Formation
En 1983, Rafael Arráiz Lucca sort diplômé en tant qu'avocat que l'Université catholique Andrés-Bello (UCAB) puis intègre l'Université de Warwick à Coventry en 1996, en tant que chercheur invité. Entre 1999 et 2000, il devient enseignant-chercheur à l'Université d'Oxford. À partir de 2001, il était directeur de la Fondation pour la Culture Urbaine à Caracas, jusqu'à sa fermeture en 2010,,.
Il a passé un Master Spécialisé en Communications Intégrées en 2002 à l'UNIMET, un Master en Histoire du Venezuela Summa Cum Laude en 2006 à l'UCAB et un doctorat en Histoire en 2010 à l'UCAB également.

## Carrière
Entre 1989 et 1994, Rafael Arráiz Lucca devient président de la Monte Ávila Editores (en), une maison d'édition de livres vénézuélienne, puis entre 1994 et 1995, il est nommé directeur général du Conseil National de la Culture,.
Il est passionné de gastronomie et est membre de l'Académie vénézuélienne de gastronomie depuis 2004. En novembre 2005, il est nommé pour entrer à Académie Venezuelienne de la Langue (es) pour occuper le siège V.
Pendant plus de dix ans, de 1997 à 2010, Arráiz Lucca a écrit une chronique hebdomadaire dans le journal El Nacional.
En 1987, il reçoit le prix Fundarte de la poésie;  et le prix Monseñor Pellín du meilleur écrivain d'opion de l'année 1999, decerné par la Commission Episcopal de Communication de la Conférence épiscopale vénézuélienne. El Nacional lui offre le prix Henrique Otero Vizcarrondo (nommé en l'honneur de leur fondateur) pour le meilleur article d'opinion de l'année 2001. Le gouvernement espagnol l'a décoré, en 2007,Commandeur de l'Ordre d'Isabelle la Catholique, étant le plus haut rang qu'un étranger puisse recevoir en Espagne,.

### Poésie
Il intègre l'Atelier "Calicanto" dirigé par l'écrivaine Antonia Palacios (es). De cette expérience a émergé une proposition urbaine qui a marqué les années 1980, exprimant toutes les caractéristiques d'une décennie centrée sur le personnel et la productivité et qui a ignoré les engagements des années 1960 et les expérimentalismes des années 1970.
Il a travaillé sous la figure des "groupes", le groupe "Trafic" et le groupe "Güaire" - nom de la rivière qui traverse la vallée de la ville de Caracas (en) - sont nés. Arráiz était membre du groupe Güaire. Ce groupe, avec Traffic, a opté pour une poétique urbaine, avec une rhétorique inspirée par la poésie anglo-saxonne.
Dans l'article Trayecto de la poesía venezolana de los ochenta: de la noche a la calle y vuelta a la noche («Trajet de la poésie venezuelenne des années quatre-vingt : de la nuit à la rue et retour à la nuit»), Javier Lasarte souligne le désenchantement politique comme fondemant de la poésie de Arráiz Lucca et la manière dont s'y ajoutent la vie quotidienne et le monde familier :

« La vie et la mort de ses parents que le poète affronte sans faiblesse, armé d'un courage nourri par la distance, se rappelant comment la vie se transformait en une mort lente et progressive, tandis que Lui, comme un fidèle écuyer au pied du lit de ses parents bien-aimés, les observant impuissants alors qu'ils respiraient tous les deux avec une suffocation croissante, soufflant davantage l'air à travers leurs entrailles »

Au fil du temps, les membres des groupes ont apposé à leur poésie un ton personnel et chacun a suivi sa propre voie. Pour Joaquín Marta Sosa dans Navegación de tres siglos: antología básica de la poesía venezolana, la poésie d'Arráiz Lucca représente "Peut-être la voix la plus complète et plurielle de sa génération et celle qui a risqué le plus dans l’évolution de sa poétique". L'œuvre intellectuelle de l'auteur est marquée par une aspiration encyclopédique, marquée par la figure de l'intellectuel vénézuélien du XIXe siècle. Pour cette raison, il a exploré différents genres avec une vocation infatigable,,.

## Œuvres[9]
- Balizaje, Editions del Guaire, Caracas, 1983
- Raúl Leoni (1905-1972), Biblioteca Biográfica Venezolana, El Nacional-Banco del Caribe, Caracas, 2005
- Juan Liscano (1915-2001), Biblioteca Biográfica Venezolana, El Nacional-Banco del Caribe, Caracas, 2007
- Le regard prudent. Enrique Viloria Vera. Ediciones Pavilo, Caracas, 1998
- L'enfer c'est moi. Conversaciones con Rafael Arráiz. Violeta Rojo. Ediciones Panapo, Caracas, 1996